# Ole Beich
Pour les articles homonymes, voir Beich.
Ole Beich, né le 1er janvier 1955 à Esbjerg et mort par noyade à Copenhague le 16 octobre 1991, est un musicien danois surtout connu pour avoir été le bassiste de L.A. Guns et de Guns N' Roses. 
Il a été renvoyé de Guns N' Roses parce qu'il s'entendait mal avec certains membres du groupe. Il a été remplacé par Duff McKagan après n'avoir participé qu'à quelques spectacles au début de l'année 1985. Il n'a enregistré aucun album avec le groupe. Ses parents n'eurent aucune nouvelle depuis son départ du groupe en 1986 (ils pensaient qu'il était en dépression). 
Il fut enterré à Esbjerg, près de son père qui est mort en 1995, Aksel.